# Louise-Marguerite de Deux-Ponts-Bitche
Louise-Marguerite de Deux-Ponts-Bitche (en allemand : Ludovica Margaretha von Zweibrücken-Bitsch), née le 19 juillet 1540 à Ingwiller et décédée le 15 décembre 1569 à Bouxwiller, était la fille unique et ainsi donc seule héritière du comte Jacques de Deux-Ponts-Bitche-Lichtenberg. Elle fut inhumée à Ingwiller.

## Famille
Elle s'est mariée le 14 octobre 1560 à Bitche, avec le comte Philippe V de Hanau-Lichtenberg (* 21 février 1541 à Bouxwiller ; † 2 juin 1599 à Niederbronn). De leur union sont issus :
1. Jeanne-Sibylle (* 6 juillet 1564, baptisée le 17 juillet 1564 à Lichtenberg ; † 24 mars 1636 à Runkel), épouse du comte Guillaume V de Wied-Runkel et Isembourg († 1612)
2. Philippe (* 7 octobre 1565, baptisé le 24 octobre 1565 à Bouxwiller ; † 31 août 1572[2] à Strasbourg), inhumé à Neuwiller-lès-Saverne.
3. Albrecht (* 22 novembre 1566[3], baptisé le 11 décembre 1566 à Bouxwiller ; † 13 février 1577 à Haguenau), inhumé à Neuwiller.
4. Catherine (en) (* 30 janvier 1568, baptisée le 7 février 1568[4] à Bouxwiller ; † 6 août 1636), épouse de Schenk Eberhard de Limpurg-Speckfeld (* 1560 ; † 1622).
5. Jean-Reinhard 1er (* 13 février 1569 à Bitche ; † 19 novembre 1625 à Lichtenberg).

## Histoire
En 1540, le comte Jacques, père de Louise-Marguerite, succède à son frère, Simon V Wecker, père d'Amélie de Bitche, et n'a, comme lui, qu'une fille pour héritière : il est donc le dernier comte de Deux-Ponts-Bitche. Il est aussi le seigneur pour moitié de Lichtenberg, et le seigneur d'Ochsenstein.
En 1570, à la mort de Jacques, une querelle s'éleva entre les maris des deux cousines héritières : le comte Philippe V de Hanau-Lichtenberg, époux de Louise-Marguerite, et le comte Philippe Ier de Linange-Westerburg, époux d'Amélie. Philippe V aurait pu s'imposer sans problème sur son rival Philippe Ier, s'il ne s'était pas rallié aux luthériens lorsque se répandit la réforme protestante, se faisant de son voisin le duché de Lorraine catholique un ennemi. En fin de compte, Amélie, l'épouse de Philippe Ier, vendit la terre de Bitche au duc de Lorraine Charles III pour la somme de 50 000 écus.
Philippe V réclama alors l’héritage de son beau-père Jacques. Le duc de Lorraine le lui reconnut. Cependant, le nouveau seigneur protestant, voulut imposer sa religion à ses sujets selon la règle qui voulait à l’époque qu’on épouse la religion du souverain. Il y mit tant de vigueur, allant jusqu’à emprisonner le supérieur de l’abbaye de Sturzelbronn, qu’il incommoda le duc de Lorraine qui le convoqua devant les assises de Nancy. Philippe refusa de s’y rendre et fut déclaré félon. Le duc de Lorraine fit assiéger Bitche en juillet 1572. Au bout de quelques jours, le château se rendit mais Philippe put s’enfuir. Les troupes du duc de Lorraine prirent même dans la foulée le château de Lemberg et les villages environnants, obligeant la population à prêter serment au duc. Ainsi, cet épisode contribua à confirmer l’autorité du duc de Lorraine sur la région de Bitche.
Philippe V, ne pouvant rien contre la puissance des Guise, mais ne voulant pas renoncer à son héritage, opta pour l'action juridique. Au terme des conclusions du procès devant la Chambre impériale, la maison de Lorraine pouvait non seulement revendiquer les terres issues du partage territorial de 1302, mais aussi prétendre à l'héritage des fiefs que les comtes de Linange avaient rachetés en 1573.
Finalement, en 1604, un accord vient régler le partage entre la maison d'Hanau-Lichtenberg et le duché de Lorraine : le bailliage de Lemberg et Philippsbourg passent aux Lichtenberg, et les autres territoires, principalement le comté de Bitche, retournent à la Lorraine.